# کیریل کراوچنکو
کیریل کراوچنکو (به انگلیسی: Kirill Kravchenko) (زاده ۱۳ مه ۱۹۷۶) کارآفرین و مدیر ارشد اجرایی روسی است، که در حال حاضر به‌عنوان مدیر عامل اجرایی شرکت ان‌آی‌اس فعالیت می‌نماید. وی همچنین مدیریت بخش سرمایه‌گذاری خارجی شرکت گازپروم نفت را نیز بر عهده دارد.